# Queanbeyan City
Koordinaten: 35° 21′ S, 149° 14′ O

Die City of Queanbeyan war ein lokales Verwaltungsgebiet (LGA) im australischen Bundesstaat New South Wales. Das Gebiet war 172 km² groß und hatte etwa 38.000 Einwohner. 2016 ging es in der Queanbeyan-Palerang Region auf.
Queanbeyan grenzte westlich direkt an das Australian Capital Territory um die australische Hauptstadt Canberra. Das Gebiet umfasste 21 Ortsteile und Ortschaften: Burbong, Crestwood, De Salis, Dodsworth, Enfirona, Fernleigh Park, Gale, Greenleigh, Jerrabomberra, Karabar, Langdene, Larmer, Letchworth, Queanbeyan, Queanbeyan East, Ridgeway, Tralee, Yarrow und Teile von Carwoola, Googong und Royalla. Der Sitz des City Councils befand sich im Stadtteil Queanbeyan.

## Verwaltung
Der Queanbeyan City Council hatte zehn Mitglieder. Neun Councillor und der Ratsvorsitzende und Mayor (Bürgermeister) wurden direkt von den Bewohnern der LGA gewählt. Queanbeyan war nicht in Bezirke untergliedert.